# Миколаївське шосе (Херсон)
Миколаївське шосе — вулиця в Херсоні, розташована в Центральному та Корабельному районах, прямує від площі Незламності до виїзду з міста в напрямку Миколаєва.

## Опис
Насправді шосе складається з двох частин: перша (стара) частина, яка поєднує площу Незламності з площею Перемоги — це і є саме Миколаївське шосе; друга (нова) частина, яка веде від площі Перемоги до виїзду з Херсона в напрямку Миколаєва, виокремилася 1980 року в окрему магістраль під назвою Новомиколаївського шосе.

Активне зведення будівель в цьому, миколаївському, напрямку почалося з середини 1960-тих років. До цього часу все, що знаходилося за площею Ганнібала, вважалось окраїною. Спочатку тут було розташовано завод «Металіст» (буд. № 20), меблева фабрика (буд. № 23), автобусний парк (буд. № 18). 1958 року було зведено будівлю кооперативного професійно-технічного училища.

Від 1960-тих тут постають житлові будинки, магазини. 1976 року на шосе переїжджає взірцева школа ДТСААФ (з просп. Незалежності). 1979 під шосе проводять підземний пішохідний перехід (який діє й по нині). 

Розподіл шосе на Ново- та Миколаївське починається 1978 року, коли поруч з площею Перемоги на місці колишнього переїзду було побудовано новий залізничний міст. Утворюються нові автомобільні розв'язки, 1980 року постає будівля нового міжміського автовокзалу.

В новій частині шосе оформлюється ботанічний сад від педагогічного інституту, парк Дубки. Нова частина шосе взагалі є доволі зеленою. 

1985 року на 5-ому кілометрі шосе було відкрито газетний комплекс видавництва «Наддніпрянська правда», а з 1998 року працює авторинок.